# Oleg Saliukov
Oleg Leonídovich Saliukov (en ruso: Оле́г Леони́дович Салюко́в; nacido el 21 de mayo de 1955) es un general del ejército y el actual vicesecretario del Consejo de Seguridad de la Federación de Rusia desde el 25 de mayo de 2025. Fue designado comandante en jefe de las Fuerzas Terrestres de Rusia en mayo de 2014. Fue ascendido al grado de General del Ejército en 2019.
El 15 de mayo de 2025, día en que una delegación de la Federación Rusa llegó a Estambul para negociar un posible alto el fuego con la delegación de Ucrania, Vladímir Putin destituyó al general Oleg Salyukov, comandante en jefe de las Fuerzas Terrestres.

## Educación
En 1977 se graduó de la Escuela Superior de Mando de Tanques de la Guardia de Uliánovsk, en 1985 de la Academia de las Fuerzas Armadas Militares de Malinovsky y en 1996 de la Academia Militar del Estado Mayor General de las Fuerzas Armadas de Rusia.

## Carrera
| Cargo | Período                   |
| --- | ------------------------- |
| - Oficial de pelotón - Oficial de empresa - Jefe de Estado Mayor - Comandante de batallón en la Región Militar de Kiev                                                                                             | 1977-1982                 |
| - Comandante adjunto de un regimiento de tanques de entrenamiento - Comandante de un regimiento de tanques de entrenamiento - Subcomandante de una división de tanques de la Guardia en la Región Militar de Moscú | 1985-1994                 |
| - Comandante, 81.ª División de Fusileros de la Guardia - Jefe de Estado Mayor y Comandante del Ejército (35º Ejército) - Comandante en jefe adjunto de la Región Militar del Lejano Oriente                        | 1994-1997                 |
| - Jefe del Estado Mayor-Primer Comandante en Jefe Adjunto del Distrito Militar del Lejano Oriente | 2005-2008                 |
| - Comandante en Jefe del Distrito Militar del Lejano Oriente | 2008-2010                 |
| - Jefe Adjunto del Estado Mayor General de las Fuerzas Armadas de la Federación Rusa | 2010-2014                 |
| - Comandante en Jefe del Ejército Ruso por Decreto del Presidente de Rusia | mayo de 2014-mayo de 2025 |
| - Comandante Adjunto del Grupo Conjunto de Fuerzas en Ucrania | 2023-2025                 |
| - Vicesecretario del Consejo de Seguridad de la Federación de Rusia | mayo de 2025-Actualidad   |

## Invasión rusa de Ucrania de 2022
En febrero de 2022, Saliukov se agregó a la lista de sanciones de la Unión Europea por ser "responsable de apoyar e implementar activamente acciones y políticas que socavan y amenazan la integridad territorial, la soberanía y la independencia de Ucrania, así como la estabilidad o seguridad en Ucrania".